# Atractoscion
Atractoscion – rodzaj ryb okoniokształtnych z rodziny kulbinowatych (Sciaenidae).

## Klasyfikacja
Gatunki zaliczane do tego rodzaju:
- Atractoscion aequidens – gelbek[3], kulbiniec złotousty[3]
- Atractoscion nobilis – kulbiniec płowy[3]

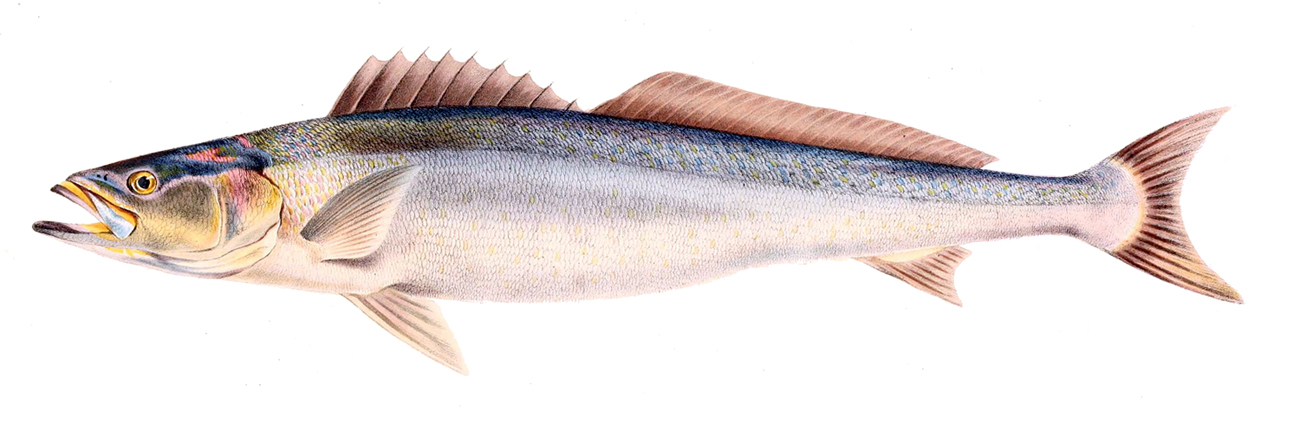
Atractoscion aequidens